# グリーン関数 (多体理論)
多体理論においてグリーン関数（グリーンかんすう、英: Green's function, Green function）とは、相関関数と同じ意味で用いられ、特に場の演算子や生成消滅演算子についての相関関数を意味する。
この名前は数学における非同次な微分方程式を解くために用いられるグリーン関数に由来しているが、多体理論におけるものと数学におけるものとは大まかにだけ関係している。

## 実時間グリーン関数

### 1粒子グリーン関数
場の量子論では、遅延グリーン関数 (retarded Green function) {\displaystyle G_{A.B}^{\mathrm {r} }}、先進グリーン関数 (advanced Green function) {\displaystyle G_{A.B}^{\mathrm {a} }}、因果グリーン関数 (causal Green function) {\displaystyle G_{A.B}^{\mathrm {c} }} を総称している。これらはまとめて二時間グリーン関数 (two-point Green function) とも呼ばれ、次のように定義される。
{\displaystyle {\begin{aligned}G_{A.B}^{\mathrm {r} }&={\frac {\theta (t-t')}{i\hbar }}\langle [{\hat {A}}(t),{\hat {B}}(t')]_{\pm }\rangle \\G_{A.B}^{\mathrm {a} }&=-{\frac {\theta (t-t')}{i\hbar }}\langle [{\hat {A}}(t),{\hat {B}}(t')]_{\pm }\rangle \\G_{A.B}^{\mathrm {c} }&={\frac {1}{i\hbar }}\langle T[{\hat {A}}(t){\hat {B}}(t')]\rangle \end{aligned}}}
ここで {\displaystyle \langle \cdot \rangle } は基底状態での期待値を表す。演算子の時間依存性はハイゼンベルク描像を表す。θ(x) は階段関数、[, ]± :=  ±  は交換子、T は時間順序積である。
,  がそれぞれ場の演算子 ψ(r, t), ψ†(r, t) あるいは生成消滅演算子である場合、二時間グリーン関数 G(r, t, r', t') は1粒子グリーン関数（あるいは、1体グリーン関数； single particle Green's function）と呼ばれる。
{\displaystyle {\begin{aligned}G^{\mathrm {r} }({\boldsymbol {r}}t,{\boldsymbol {r}}'t')&={\frac {\theta (t-t')}{i\hbar }}\langle [{\hat {\psi }}({\boldsymbol {r}},t),{\hat {\psi }}^{\dagger }({\boldsymbol {r}}',t')]_{\pm }\rangle \\G^{\mathrm {a} }({\boldsymbol {r}}t,{\boldsymbol {r}}'t')&=-{\frac {\theta (t-t')}{i\hbar }}\langle [{\hat {\psi }}({\boldsymbol {r}},t),{\hat {\psi }}^{\dagger }({\boldsymbol {r}}',t')]_{\pm }\rangle \\G^{\mathrm {c} }({\boldsymbol {r}}t,{\boldsymbol {r}}'t')&={\frac {1}{i\hbar }}\langle T[{\hat {\psi }}({\boldsymbol {r}},t){\hat {\psi }}^{\dagger }({\boldsymbol {r}}',t')]\rangle \end{aligned}}}
これらの関数がグリーン関数と呼ばれる理由は、二時間グリーン関数が、相互作用がない場合の時間依存シュレーディンガー方程式の数学的な意味でのグリーン関数になっているからである。

### n粒子グリーン関数
n 粒子因果グリーン関数は次のように定義される。
{\displaystyle G({\boldsymbol {r}}_{1}t_{1},{\boldsymbol {r}}_{2}t_{2},\dotsc ,{\boldsymbol {r}}_{2n}t_{2n})=(-i)^{n}\langle T[\psi ({\boldsymbol {r}}_{1},t_{1})\dotsc \psi ({\boldsymbol {r}}_{n},t_{n})\psi ^{\dagger }({\boldsymbol {r}}_{n+1},t_{n+1})\dotsc \psi ^{\dagger }({\boldsymbol {r}}_{2n},t_{2n})]\rangle }

## 温度グリーン関数
以上は基底状態におけるグリーン関数であり、絶対温度が 0 K である場合のみ使える。有限温度では期待値のとり方を密度行列を使った平均値にすればよい。このグリーン関数は時間だけでなく温度にも依存し、温度グリーン関数（または松原グリーン関数；temperature Green's function）{\displaystyle G_{A.B}^{\tau }} という。温度グリーン関数は1955年に松原武生によって提案されたもので、次のように定義される。
{\displaystyle G_{A.B}^{\tau }=-\langle T_{r}[{\hat {A}}(\tau ){\hat {B}}(\tau ')]\rangle }
ここで {\displaystyle \langle \cdot \rangle } はグランドカノニカル平均、{\displaystyle {\hat {A}}(\tau )=e^{{\hat {H}}\tau /\hbar }{\hat {A}}e^{-{\hat {H}}\tau /\hbar }} はハイゼンベルク表示を虚時間に拡張したものである。{\displaystyle T_{r}} は {\displaystyle \tau } と {\displaystyle \tau '} の大小関係に応じて時間順序積と同じ並べ替えをする演算子である。
,  がそれぞれ場の演算子 ψ(r, t), ψ†(r, t) あるいは生成消滅演算子である場合、1粒子温度グリーン関数と呼ばれる。
{\displaystyle G^{\tau }({\boldsymbol {r}}\tau ,{\boldsymbol {r}}'\tau ')=-\langle T_{r}[{\hat {\psi }}({\boldsymbol {r}},\tau ){\hat {\psi }}^{\dagger }({\boldsymbol {r}}',\tau ')]\rangle }
n粒子温度グリーン関数は次のように定義される。
{\displaystyle G^{\tau }({\boldsymbol {r}}_{1}\tau _{1},{\boldsymbol {r}}_{2}\tau _{2},\dotsc ,{\boldsymbol {r}}_{2n}\tau _{2n})=-\langle T_{r}[\psi ({\boldsymbol {r}}_{1},\tau _{1})\dotsc \psi ({\boldsymbol {r}}_{n},\tau _{n})\psi ^{\dagger }({\boldsymbol {r}}_{n+1},\tau _{n+1})\dotsc \psi ^{\dagger }({\boldsymbol {r}}_{2n},\tau _{2n})]\rangle }
温度グリーン関数は他の実時間グリーン関数と比べて、摂動展開がブロッホ＝ドミニシスの定理（ウィックの定理）によって簡単にでき、場の量子論で開発されたファインマン・ダイアグラムを使うことで視覚的にまとまった形で規則づけることができるという利点がある。

## 物理量の計算
任意の第二量子化された一体演算子{\displaystyle {\hat {A}}=\int {\hat {\psi }}^{\dagger }({\boldsymbol {r}}){\hat {A}}({\boldsymbol {r}}){\hat {\psi }}({\boldsymbol {r}})d{\boldsymbol {r}}}の平均値{\displaystyle \langle {\hat {A}}\rangle }は、1粒子温度グリーン関数で表すことができる。
{\displaystyle \langle {\hat {A}}\rangle =\int \langle {\hat {\psi }}^{\dagger }({\boldsymbol {r}}){\hat {A}}({\boldsymbol {r}}){\hat {\psi }}({\boldsymbol {r}})\rangle d{\boldsymbol {r}}=\mp \int \lim _{{\boldsymbol {r}}'\to {\boldsymbol {r}},\tau '\to \tau +0}{\hat {A}}({\boldsymbol {r}})G^{\tau }({\boldsymbol {r}}\tau ,{\boldsymbol {r}}'\tau ')}
2体の演算子の平均値は、一般に2粒子グリーン関数を必要とする。

### グランドポテンシャル
グランドポテンシャルは、ハミルトニアンの相互作用項が2体の演算子であるにも関わらず1粒子温度グリーン関数を用いて表すことができる。グランドポテンシャルが求まれば、そこからあらゆる熱力学的な物理量を計算することができる。

### 線形応答
線形応答理論の久保理論の応答関数{\displaystyle \Phi _{A,B}}は、遅延グリーン関数{\displaystyle G_{A.B}^{\mathrm {r} }}と同じ形をしている。遅延グリーン関数は温度グリーン関数{\displaystyle G_{A.B}^{\tau }}を解析接続すると得られる。物理量{\displaystyle A,B}は一組の生成演算子と消滅演算子を用いて表されることが多く、その場合の温度グリーン関数は2粒子温度グリーン関数となる。2粒子温度グリーン関数は、ファインマンダイアグラムで展開することができる。

## 非平衡グリーン関数
以上のグリーン関数は平衡状態のものである。非平衡状態のグリーン関数として代表的なものに、ケルディッシュ形式におけるKeldyshグリーン関数がある。

## 引用
1. ↑  『岩波講座 現代物理学の基礎 第2版 〈第5巻〉 統計物理学』岩波書店、2002年。ISBN 4000100858。
2. 1 2  『物理学辞典』培風館、1984年。
3. 1 2   今村勤『物理とグリーン関数』岩波書店、1976年。
4. ↑   小泉義晴『量子物理学とグリーン関数 講義・演習ノート』現代工学社、1987年。ISBN 4874721303。
5. 1 2 3 4 5  西川恭治, 森弘之『統計物理学 (朝倉物理学大系)』朝倉書店、2000年。ISBN 4254136803。
6. ↑  小形正男『臨時別冊・数理科学2018年6月号 SGCライブラリ142 「物性物理のための場の理論・グリーン関数 量子多体系をどう解くか？」』サイエンス社、2018年。